# Trường Trung học phổ thông Quang Trung, Tây Ninh
Trường Trung học phổ thông Quang Trung là một trường trung học phổ thông trên địa bàn tỉnh Tây Ninh được thành lập vào năm 1962. Tiền thân của ngôi trường là trường Trung học Hiếu Thiện, cơ sở giáo dục thứ hai sau Trung học Tây Ninh nằm ở tỉnh lỵ của Tây Ninh.
Ngày 17 tháng 11 năm 2022, trường Trung học phổ thông Quang Trung nhận Huân chương Lao động hạng Ba. Đứng 5 về thành tích các trường THPT tại Tây Ninh.

## Lịch sử
Vào cuối tháng 7, đầu tháng 8 năm 1962, trường được khởi công xây dựng với quy mô 4 phòng học và 1 văn phòng. Qua sự giúp đỡ của Giáo sư Lê Văn Thới, Bộ Giáo dục đã chấp thuận cho mở trường, cho phép tuyển sinh và bổ nhiệm hiệu trưởng, giáo viên, nhân viên. Trường được mang tên Trung học Hiếu Thiện. Sau đó trường giữ tên này đến ngày Việt Nam thống nhất.
Năm học 1976 - 1977, trường chuyển qua cơ sở trường Nam Tiểu học cộng đồng Gò Dầu Hạ và lấy tên là trường cấp III Gò Dầu. Năm 1985, trường đổi tên thành Tiểu học Phổ thông Gò Dầu.
Đến năm học 1989 - 1990, trường được sát nhập với trường cấp II Trần Quốc Đại (cơ sở trường Trung học Hiếu Thiện cũ) thành trường THPT Quang Trung thuộc huyện Gò Dầu theo quyết định số 829/QĐ-UB ngày 23/7/1990 của UBND huyện Gò Dầu. Từ năm học 1990-1991 trường tách riêng chỉ còn khối cấp và giữ tên là trường THPT Quang Trung.
Đến tháng 3 năm 2019, theo Quyết định của UBND tỉnh đã sáp nhập trường THPT Trần Quốc Đại vào trường THPT Quang Trung.

## Thành tích
Trong 20 năm học gần đây (kể từ năm học 2001 - 2002), trường có 5 năm học đạt tập thể Lao động tiên tiến; 15 năm học đạt danh hiệu tập thể Lao động xuất sắc. Được tặng 2 cờ thi đua của UBND tỉnh, 2 cờ thi đua của Chính phủ và Huân chương Lao động hạng Ba.
Trường THPT Quang Trung được công nhận đạt chuẩn quốc gia năm 2009.